# 艾米爾·J·弗雷瑞奇
艾米爾 J‧弗雷瑞奇（Emil J. Freireich，1927年3月16日—2021年2月1日），美国血液学家、腫瘤学者和癌症生物學家。被公认为是癌症治疗和化疗应用的先驱，並為雞尾酒療法開創先例，被誉为现代白血病治疗之父。 

## VAMP療法
在美國國家癌症研究機構，弗雷瑞奇與另一位研究員湯姆‧弗雷(Tome Frei)合作，首次嘗試將6-MP、滅殺除癌劑（methotrexate）與潑尼松（prednisone）等化療性藥物同時使用並嘗試治療孩童白血病，並稱其為VAMP療法，但因為上述藥物全都具有劇烈毒性，此種行為引發醫界的巨大反彈，包括弗雷瑞奇父親的好友、同時也是血液學家的卡爾‧摩爾（Carl Moore），臨床中心顧問麥克斯‧溫陶比，以及他們的上司高登‧祖布爾（Gorden Zubrod）。
最後祖布爾很勉強的批准了此次實驗，並要求弗雷瑞奇全權負責。弗雷瑞奇後來成功在14名暫時救活13名孩童，並為後來的雞尾酒療法開創了先例。
剩下13名孩童在做了3次的VAMP化療法後仍然舊病復發，弗雷瑞奇與湯姆‧弗雷決定使用重複性療法，在已知孩童體內沒有癌細胞的情況下仍然執行為期一年的化療，為後來的重複性化療法奠定基礎。

## 軼事
弗雷瑞奇曾讓成人急性骨髓白血病患者，與急性淋巴性白血病患者換血（前者病因為成熟白血球過多，後者則是不成熟白血球過少）。這樣的作為引發院方不滿，根據弗雷瑞奇的說詞，他認為反正兩種病患在幾周內的生存率皆極低，試看看沒什麼損失。